# 81915 Hartwick
81915 Hartwick è un asteroide della fascia principale. Scoperto nel 2000, presenta un'orbita caratterizzata da un semiasse maggiore pari a 3,2147795 UA e da un'eccentricità di 0,0401247, inclinata di 9,66022° rispetto all'eclittica.
L'asteroide è dedicato all'astronomo canadese F. David A. Hartwick.